# Fernando Piña Saiz
Fernando Piña Saiz (Palma, 1938) és un enginyer aeronàutic i polític mallorquí, diputat al Parlament de les Illes Balears en la V Legislatura.
Es doctorà en enginyeria aeronàutica a l'Escola Superior d'Enginyers Aeronàutics de Madrid i durant molts anys treballà com a pilot per a la Subsecretaria d'Aviació Civil. Ha estat director general d'Aviació Civil i conseller d'Iberia. En novembre de 1978 fou nomenat subsecretari d'Aviació Civil, En 1981 va participar en la reunió de la Comissió General de Subsecretaris, convocada durant l'intent de cop d'estat del 23 de febrer per tal de donar continuïtat a l'acció de govern i assumir les funcions del Executiu, raó per la qual va rebre la Medalla al Mèrit Constitucional en 2011.
En 1996 fou nomenat director general d'Aviació Civil i president d'AENA, càrrec que va ocupar fins a 1997. Fou elegit diputat pel Partit Popular per Mallorca a les eleccions al Parlament de les Illes Balears de 1999. Posteriorment ha estat president del Patronat de la Fundació AENA.